# Utgångspunkt för vägmätning

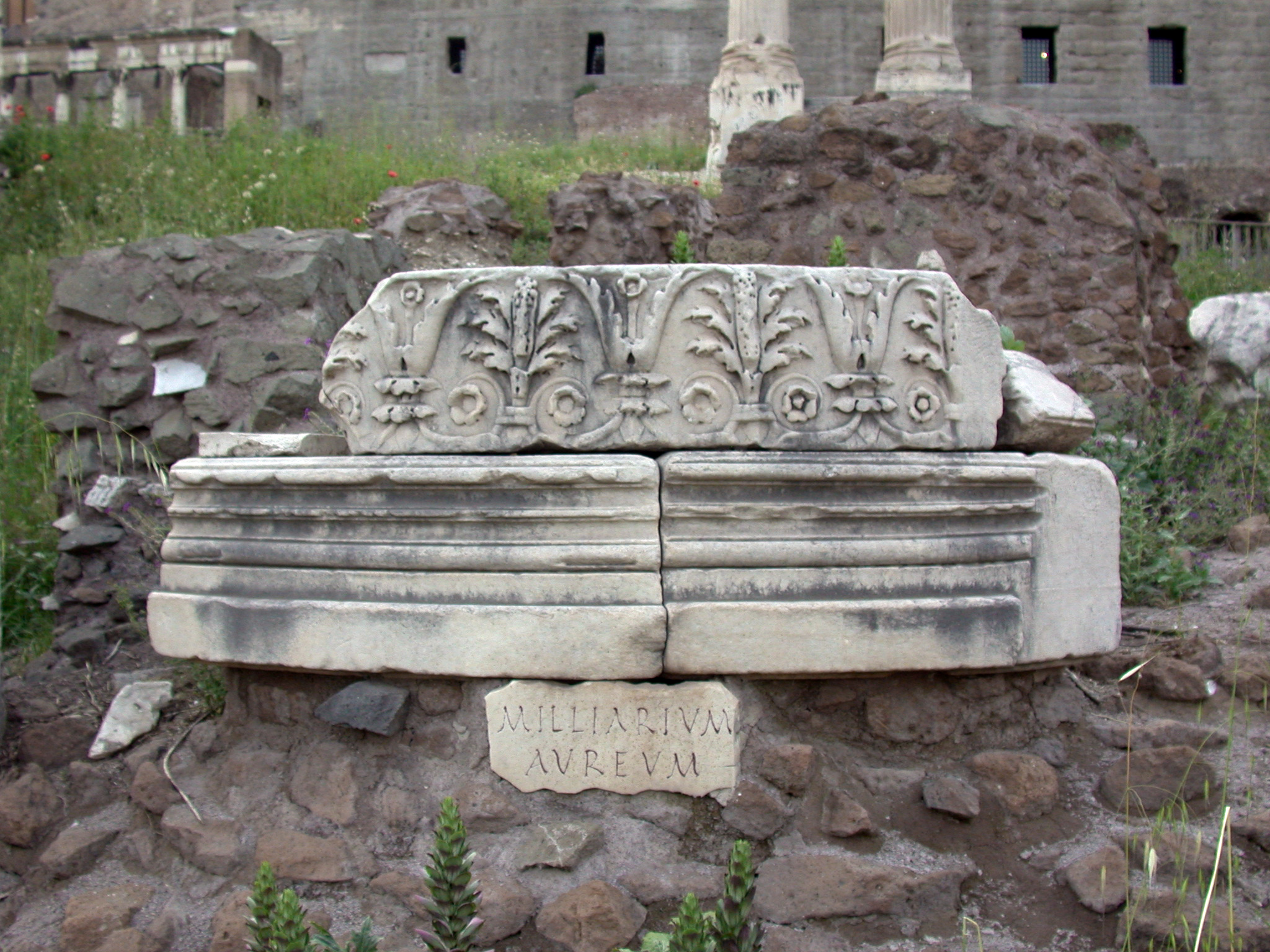
Resterna av Milliarium Aureum på Forum Romanum i Rom

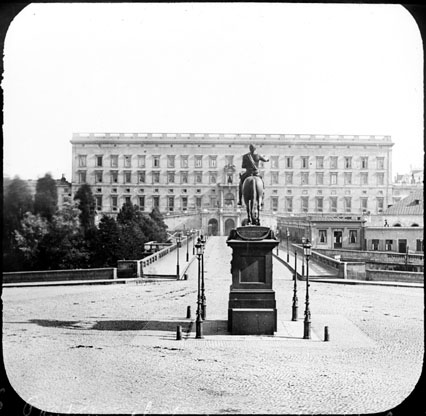
Gustav II Adolfs staty på Gustav Adolfs torg, utgångspunkt för avståndsmätning i Stockholm, sent 1800-tal

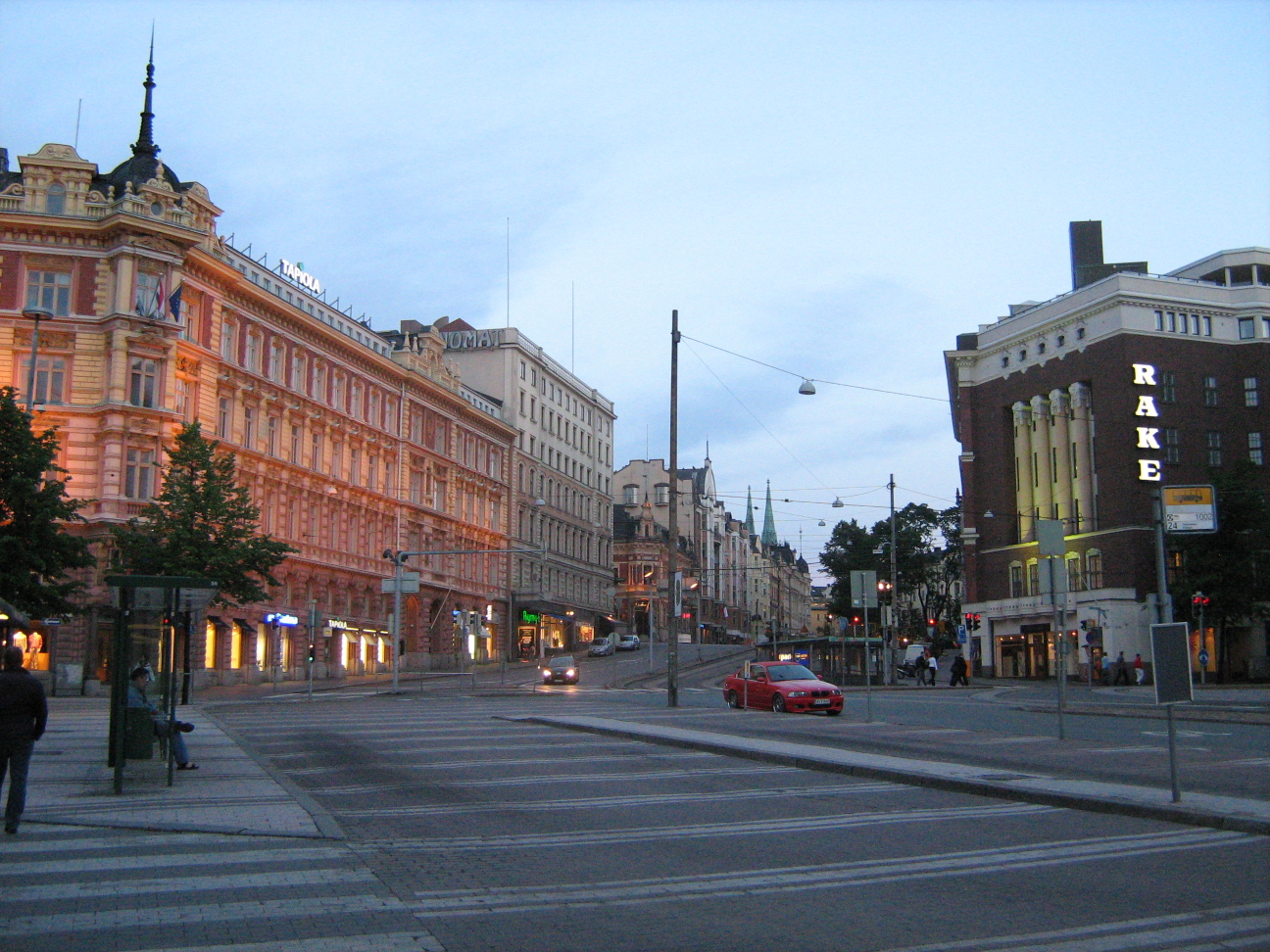
Skillnaden i Helsingfors

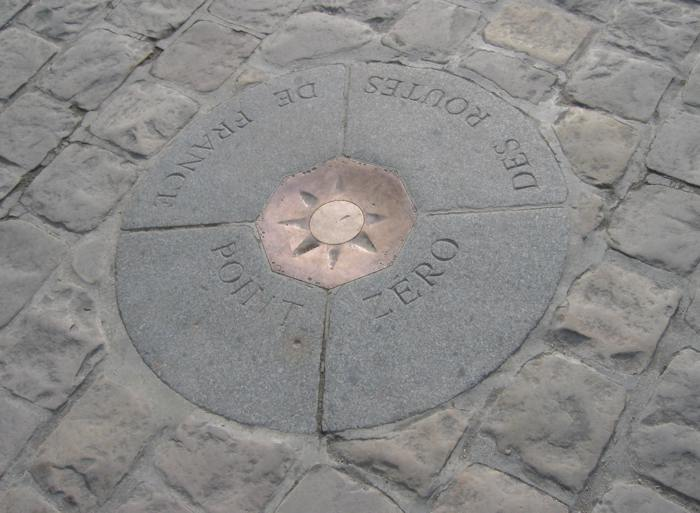
Torget utanför Notre-Dame de Paris

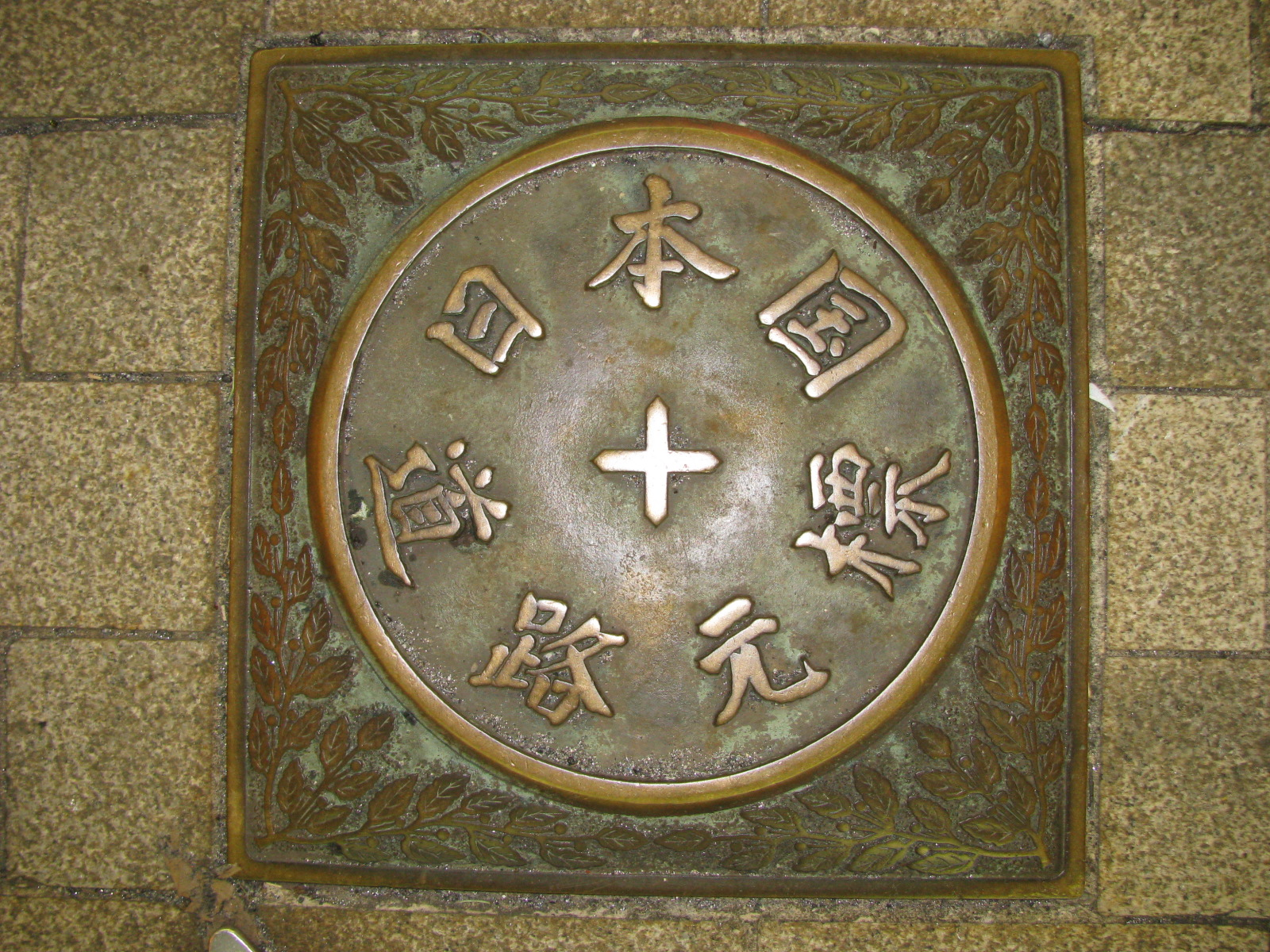
Märke mitt på Nihonbashibron i Nihonbashi i Tokyo

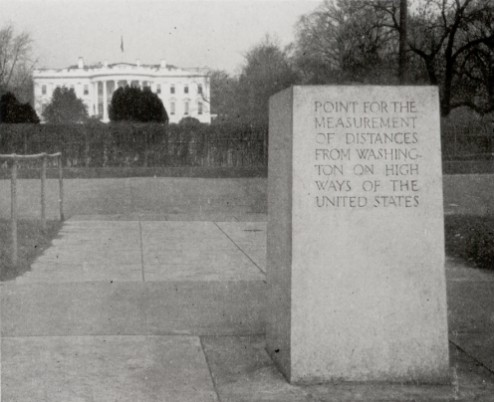
Zero Milestone i Washington, D.C. i USA

Utgångspunkt för vägmätning är en plats i en stad, särskilt i ett lands huvudstad, varifrån vägavståndet mäts till andra platser. I många länder markeras denna av en nollkilometersten eller annan markör efter mönster av en sådan sten i Rom under romartiden

## Romarriket
Milliarium Aureum (latin ”den gyllene milstenen”) var en marmorpelare belagd med förgylld brons (därav namnet "den gyllene") på Forum Romanum i Rom, nära den plats där Septimius Severus triumfbåge senare uppfördes. Nuvarande plats är nära Saturnustemplet. Den invigdes år 20 före Kristus av kejsar Augustus. Från Milliarium Aureum mättes avståndet till de viktigaste städerna i det romerska imperiet. 
Dock beräknades avstånden inom Italien inte från denna punkt, utan från portarna i Serviusmuren.

## Byzantion
Byzantion hade den bågformade byggnaden Milion i Konstantinopel som utgångspunkt för avståndsberäkning för vägar till andra städer.

## Danmark
I Köpenhamn fanns historiskt tre nollstenar, beroende på åt vilket håll avståndet mättes: Østerport, Amagerport (Sønderport), och Vesterport.  Från Vesterport mättes vägarna söderut och västerut. Platser norrut mättes från Østerport.

## Finland
Torget Skillnaden är utgångspunkt för vägmätning från Helsingfors.

## Frankrike
Nollpunkten finns på torget utanförhuvudentrén till katedralen Notre-Dame de Paris i Paris. (48°51′12″N 2°20′56″Ö / 48.8534°N 2.3488°Ö)

## Italien
Den italienska mittstenen finns på krönet av Kapitolium i Rom.

## Japan
Utgångspunkten för avståndsmätning för vägavstånd är mitten av Nihonbashibron i Nihonbashi i Tokyo.

## Norge
Utgångspunkten för avståndsmätning är Observatoriegaten 1.

## Sverige
Huvudartikel: Vägmätning i Sverige
Milstolparnas avståndsangivelser i "mil" förlorade sin betydelse 1863 genom övergången till decimalsystemet och 1873 till metersystemet. Deras funktion upphörde helt 1891 och Stockholm förlorade då också in ställning som utgångspunkt för hela rikets vägmätning.

## USA
"Zero Milestone" är placerad omedelbart söder om Vita huset på norra sidan av The Ellipse.